# 田中日奈子
田中 日奈子（たなか ひなこ、1997年6月27日  - ）は、東京都出身の女優、ファッションモデル。オスカープロモーション所属。

## 人物
2008年、ファッション雑誌『ニコラ』の第14回ニコラモデルオーディションのグランプリに選ばれ、ニコモとして活動。同期に藤田ニコル、飯豊まりえなどがいる。
身長158cm。血液型A型。
趣味は読書、ゲーム、音楽を聴くこと、画像編集、フルート。特技は人見知りをしない、一度話した相手のことを忘れない、誰とでも仲良くなれること。

## 出演作品

### テレビドラマ
- 木曜劇場 / 昼顔〜平日午後3時の恋人たち〜（2014年、フジテレビ） - 後藤まなみ
- 手裏剣戦隊ニンニンジャー 忍びの8、25（2015年、テレビ朝日） - マリコ[4][5][6]
- 白鳥麗子でございます!（2016年、tvk） - 中森葵
- 日曜劇場 / 仰げば尊し（2016年、TBS） - 新田日奈子
- ドラマスペシャル 警部補・碓氷弘一 〜殺しのエチュード〜（2017年、テレビ朝日） - 吉岡舞子[7]
- プレミアムドラマ / ダイアリー（2018年、NHK BSプレミアム） - 高野千夏（高校時代）
- ポリス×戦士 ラブパトリーナ! 第4話（2020年、テレビ東京） - 菊池優花
- ドラマニア! / おじさんが私の恋を応援しています（脳内）（2022年、TOKYO MX） - 石川千晴
- 女子高生、僧になる。 第1回・第2回（2023年、毎日放送） - 三葉
- ウルトラマンアーク 第1・3・5・7・11・25話（2024年 - 2025年、テレビ東京） - 乾あかり
- 大河ドラマ / 光る君へ 第38回 - 第45回（2024年、NHK） - 隆姫女王

### テレビ番組
- 地域密着!た・ま・て・ば・こ（2013年 - 2019年、多摩テレビ）
- NHK高校講座 地理（2014年度 - 2017年度、NHK教育テレビジョン） - アシスタントMC
- トリニクって何の肉!?（2019年、ABC）
- あの子は漫画を読まない。（2021年、BS日テレ）

### 映画
- 思春期ごっこ（2014年、アイエス・フィールド） - サキ
- 東京無国籍少女（2015年、東映ビデオ） - 沙羅
- ちょっとまて野球部!（2018年、日本出版販売） - アヤ（美術部部長）
- サイモン&タダタカシ（2018年、日活） - 千代
- 恋するふたり（2019年、ユナイテッドエンタテインメント） - 池田フミカ
- セブンデイズ MONDAY→THURSDAY（2015年、日本出版販売） - 小池亜理彩
- ウルトラマンアーク THE MOVIE 超次元大決戦!光と闇のアーク（2025年2月21日公開予定） - 乾あかり 役[8][9]

### 舞台
- ダンガンロンパ 希望の学園と絶望の高校生THE STAGE（2014年） - 舞園さやか
- この音とまれ!（2019年） - 鳳月さとわ
- INDESINENCE　Case：Cold Scarlet Rakeside（2021年） - 主演：前田慶乃
- ♭FLATTO「春はのけもの」（2021年） - 浜子木ひばり
- KingFisherプロデュース「MOTHER」（2022年） - 西崎莉絵
- dopeⒶdope step.7「チェインブレイン Chain Brains」（2022年）

### 配信ドラマ
- グッドモーニング・コール（2016年、フジテレビオンデマンド・Netflix） - 草薙ななこ
  - グッドモーニング・コール our campus days（2017年、Netflix） - 草薙ななこ
- OLD ROOTS 短編ホラー「最期」（2021年、YouTube） - 川西綾乃
- 渋谷オルガン坂生徒会（2021年、DHC）
- 君に届け（2023年、Netflix） - 里奈

### CM
- 第一生命保険 「安心の絆」（2017年）
- 花王 ケープ（2017年）
- 味の素AGF ブレンディ（2017年） - 10代女性
- セブン&アイ・ホールディングス 沖縄フェア（2022年）
- TORANOTEC 投信投資顧問「コツコツ投資の新発想」篇（2022年）
- Google search 2023 spring（2023年）

### スチール
- 厚生労働省
- 中沢フーズ カレンダー
- 千趣会 ベルメゾン チャイルド秋号（2014年）
- 日本コカ・コーラ 「ウインターキャンペーン」
- 駿台予備学校
- ニッセン 「プチベリー」2013年春号カタログ（2013年）
- セシール・キューポップ 「CUPOP2013春/春夏号」（2013年）
- エヴァンゲリオン 美少女コラボ写真展
- 警視庁 ポスター
- ITEMルックブック - モデル
- 大林組 「つくるを拓く」篇
- アラガン・ジャパン

### 雑誌
- ニコラ（新潮社）
- ふりそでガール（2016年） - 着物モデル
- エースタイアップ特集「秋に揺れる恋と、アディダスのバッグ」（2016年）

### MV
- CANDY or WHIP 「夢〜仮面の彼女篇〜」（2018年）
- 天月-あまつき- 「Ark」（2019年）
- 矢沢永吉 「YES MY LOVE」（2020年）
- 小林柊矢 「ドライヤー」（2020年） - 女性

### WEB
- DKプロモーションムービー「伝わる想い New days with new bags」男子高生篇（2015年）
- アメーバスタジオ「運命の美少女」（2018年）
- サイバーエージェント バナー広告（2018年）
- 全薬工業 アルージェ（2018年）
- 花王 ウィルバリア（2019年）
- サントリー デカビタC（2019年）
- YKK APショートムービー「音」（2020年） - カナエ
- MILKFED（2020年）
- Indeed 「全然知らなかった」篇（2020年）
- LINE 「LINE 10th Anniversary」（2021年） - 体育座りしている女性
- セブン-イレブン（2021年）
- 東京カレンダー 「金曜美女劇場」（2021年）
- 東京エレクトロン（2021年）

### その他
- 大林組 - ナレーション